# Rampart
Pour les articles homonymes, voir Rampart (homonymie).
Rampart est un jeu vidéo de stratégie développé et édité par Atari Games, sorti en 1990 sur borne d'arcade. Il a été adapté sur divers supports familiaux : micro-ordinateurs (Amiga, Atari ST, Commodore 64, DOS) et consoles (Master System, Mega Drive, NES, Super Nintendo, Lynx et Game Boy).
Midway Games a réédité le jeu sur Game Boy Color (1999), sur GameCube, PlayStation 2, PlayStation Portable, Windows et Xbox via les compilations Midway Arcade Treasures (2003), sur Game Boy Advance en pack avec Gauntlet (2005) et sur PlayStation 3 via le PlayStation Network (2007). Cette derrière version implémente un mode de jeu en ligne jouable à trois.
Le but du joueur est de détruire les ennemis qui attaquent sa forteresse. Il s'agit d'un précurseur du genre du tower defense.

## Système de jeu

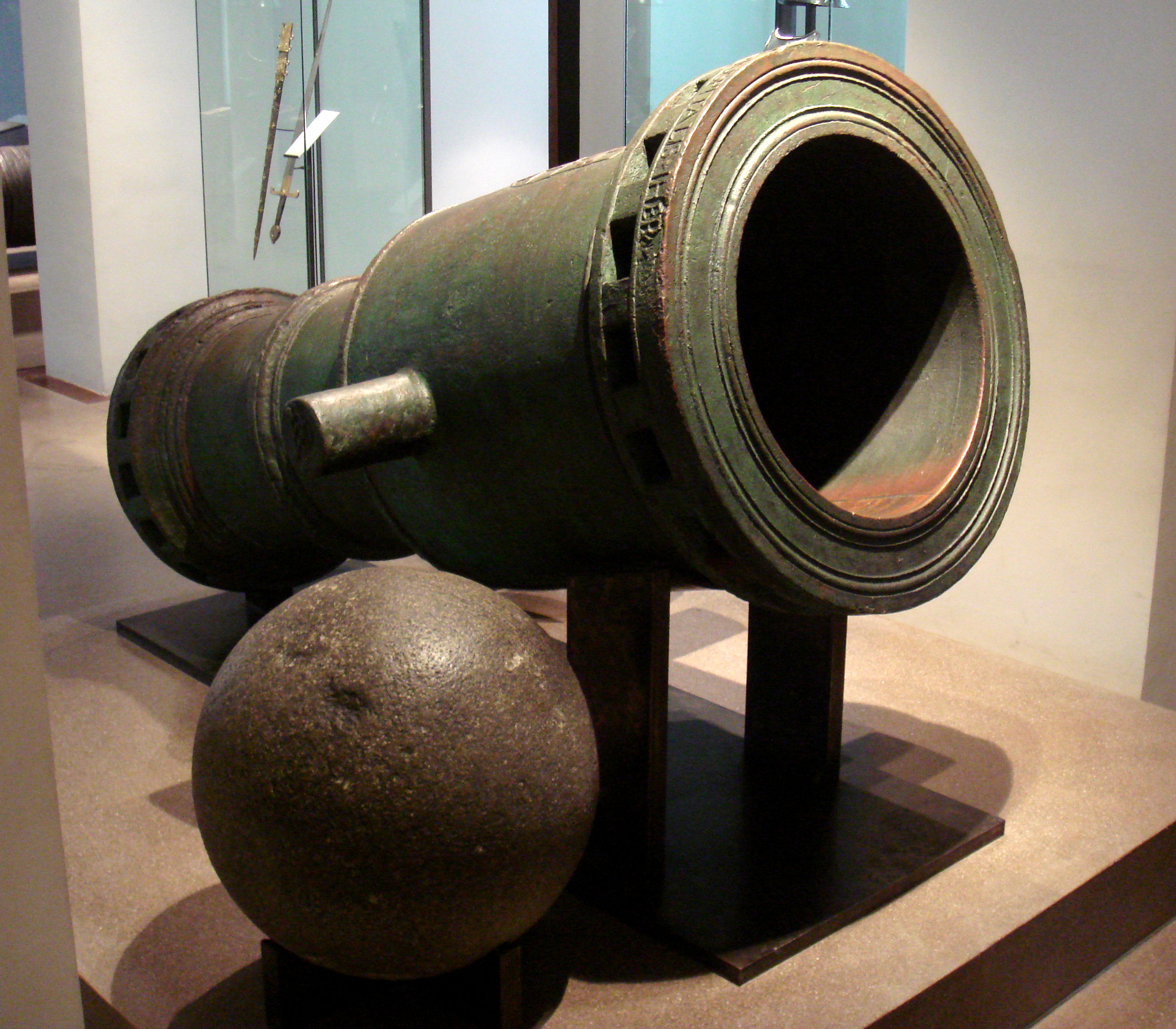
Rampart : des canons...

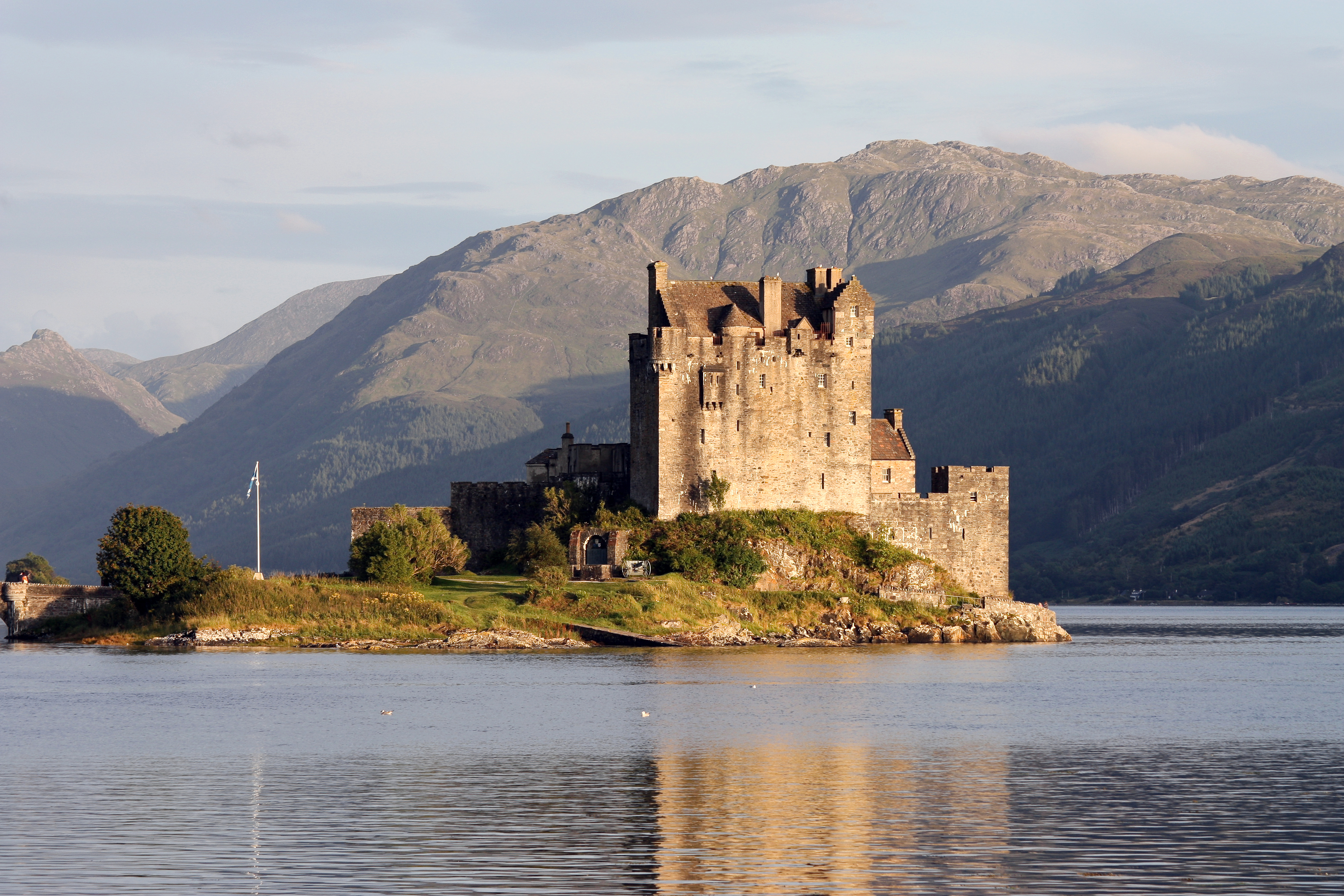
... et des châteaux.

Au début de la partie, chaque joueur choisit un territoire et un des châteaux du territoire.
En mode solo, le joueur doit garder le contrôle de son territoire assailli par des flottes adverses, qui tirent sur le château et tentent de débarquer des fantassins sur la terre ferme ; à chaque manche, il acquiert des points de victoire qui lui permettent de conquérir les territoires successifs sur lesquels il progresse.
En mode multijoueur, le but d'un joueur est d'éliminer ses adversaires en détruisant leurs châteaux ; à chaque manche, les joueurs acquièrent des points de victoire ; le vainqueur est celui qui détruit tous ses adversaires ou, si plusieurs survivent jusqu'à la fin de la dernière manche, celui qui possède le plus de points de victoire.
La partie se déroule en une série de manches, chaque manche étant composée des phases suivantes :
1. placement des canons[2] à l'intérieur des châteaux ;
2. bataille entre adversaires (en temps limité) ;
3. réparation des châteaux (en temps limité), qui s'effectue en disposant des blocs de forme aléatoire fournis par le programme ;
4. élimination des joueurs n'ayant pu réparer complètement leur château ;
5. attribution de points de victoire aux survivants et vérification des conditions de victoire ;
6. si personne n'a gagné, début d'une nouvelle manche.